# Pirates!
Sid Meier's Pirates! är ett äventyrsspel skapat av Sid Meier, det publicerades först 1987 av Microprose. Spelet skall simulera en pirats liv i Västindien under 1600-talet. Det räknas som föregångaren till en mängd spel med samma öppna design, bland annat Sid Meiers egna Civilization-serie och Will Wrights Sim City-serie.

## Beskrivning
Spelet utspelar sig under ett av fem olika årtionden under 1500- eller 1600-talet i Karibien där Spanien är den dominerande stormakten. Spelaren tar inte rollen av en pirat utan snarare en kapare. När man skapar en ny karaktär väljer spelaren en av fyra nationaliteter (Spanien, Nederländerna, England eller Frankrike) men det står honom fritt att växla lojalitet under spelets gång eller till och med anfalla alla fyra parter på en gång (men då blir spelet oerhört svårt då det i förlängningen inte finns några hamnar att ankra vid). Spelaren kan även arbeta åt flera nationer på en gång men detta begränsas av krig nationerna emellan (det går till exempel inte att samtidigt sänka både engelska och spanska skepp och få belöningar från båda parter). Spanien skickar regelbundet guld- och silverskatter till hemlandet som spelaren kan angripa och är även i övrigt den rikaste nationen vilket gör att det är lättare att bli rik om man spelar mot Spanien.
Spelet är väldigt fritt utformat och spelaren får själv välja om han ska jaga fiendeskepp eller plundra städer, jaga efterlysta pirater, leta efter gömda skatter eller sedan länge försvunna familjemedlemmar, eller helt undvika våld och bli rik genom handel. Spelet har inget förbestämt slut utan slutar när spelaren väljer att pensionera sig, då får han en status baserad på hur många poäng han samlat in (poäng fås för hur mycket pengar, titlar och landareal man samlat på sig och så vidare). Dock dras även poäng av för dålig hälsa på grund av hög ålder, så spelet har en sorts inbyggd tidsgräns.
Spelet låter karaktären välja mellan en mängd olika alternativ och träna en mängd olika färdigheter, bland annat så får spelaren välja en hustru (ju högre ranking desto lättare blir det att välja en vackrare och finare kvinna), dela upp sitt byte efter en lyckad plundring, träna fäktning, segling och sjöslag. Detta gör att varje gång man spelar så kan spelet ta en helt annan väg, då de tidiga besluten kraftigt påverkar senare möjligheter. Spelet är, jämfört med andra datorspel, relativt lärorikt. Man får bland annat lära sig om segelåldern, olika taktiker att använda vid sjöslag, men även mer praktiska saker som väderförhållande när man seglar och olika fartygs förmågor och egenheter.

## 1987 års version
Originalet från 1987 portades många gånger från sitt original på  Commodore 64. Det portades till Amiga (1990), till  Apple II (1987),  Atari ST (1989),  Amstrad CPC (1988), NES (1991) och PC (1987).
Amiga-, Atari- och pc-versionen hade ett lättare kopieringsskydd vilket tvingade spelaren att identifiera den första kaparen man såg via sin flagg. Commodore 64-versionen hade även den ett skydd, fast i en annan form. Bäst grafik och ljud hade versionerna som kom till Amiga och Atari.

## 1993 års version
Microprose lät utveckla en 256-färgs version kallad Pirates! Gold för DOS, Macintosh, Sega Genesis, AmigaCD32 och Windows 3.x. Spelen hade MIDI- och musstöd. DOS-versionen hade ett liknande kopieringsskydd som den äldre versionen från 1987. Sjö- och landslag gjordes helt i realtid.

## 2004 års version
I november 2004, släppte Firaxis Sid Meier's Pirates, en helt ny version för Windows som publicerades av Atari. Överlag så är spelet det samma som de äldre versionerna men till skillnad från föregångarna är det helt byggt i 3D. Sid Meier's Pirates släpptes också senare för Xbox, Playstation Portable och Macintosh. Licensen för Pirates! ägs idag av Sid Meiers egna företag, Firaxis Games.

### Fotnoter
1. 1 2  läs online, www.originsgames.com .[källa från Wikidata]
2. ↑  ”Pirates!”. NES DB. 16 juni 1991. Arkiverad från originalet den 27 april 2014. https://web.archive.org/web/20140427201441/http://www.nesdb.se/game_more.php?id=1153&rid=1. Läst 27 april 2014.